# Сарга (приток Пьяны)
Сарга — река в России, протекает в Краснооктябрьском районе Нижегородской области. Устье реки находится в 397 км по правому берегу реки Пьяна. Длина реки составляет 16 км, площадь бассейна — 104 км²
Исток реки севернее деревни Михайловка (Саргинский сельсовет). Генеральное направление — юго-запад. Протекает деревню Родионовка и село Сарга. Впадает в Пьяну у деревни Абрамово на границе с Мордовией.
На своем протяжении принимает 75 притоков, на водосборе расположено 14 озёр, водохранилищ и прудов. Протекает между возвышенностями в слабо залесенной местности. Возвышенности пологие, но берега речки крутые, местами обрывистые, высотой до 3 м. Вдоль берегов растут отдельно стоящие деревья или их группы. В среднем течении в районе поселения Михайловка ширина реки 2—4 м, глубина 0,3—1,2 м. В целом зарастаемость и закоряженность русла невысокая.

## Данные водного реестра
По данным государственного водного реестра России относится к Верхневолжскому бассейновому округу, водохозяйственный участок реки — Сура от устья реки Алатырь и до устья, речной подбассейн реки — Сура. Речной бассейн реки — (Верхняя) Волга до Куйбышевского водохранилища (без бассейна Оки).
По данным геоинформационной системы водохозяйственного районирования территории РФ, подготовленной Федеральным агентством водных ресурсов:
- Код водного объекта в государственном водном реестре — 08010500412110000039418
- Код по гидрологической изученности (ГИ) — 110003941
- Код бассейна — 08.01.05.004
- Номер тома по ГИ — 10